# Lord-lieutenant de Kildare
Ceci est une liste de personnes qui ont servi comme lord-lieutenant de Kildare. L'office a été créé le 23 août 1831. Les nominations au poste se sont terminées par la création de l'État libre d'Irlande en 1922.
- Augustus FitzGerald, 3e duc de Leinster 7 octobre 1831 – 10 octobre 1874
- Henry Moore, 3e marquis de Drogheda 4 décembre 1874 – 29 juin 1892
- Gerald FitzGerald, 5e duc de Leinster 5 juillet 1892 – 1er décembre 1893
- Robert Kennedy 24 février 1894 – 7 octobre 1913
- Sir Anthony Weldon, 6e baronnet 2 décembre 1913 – 29 juin 1917
- Henry Moore, 10e comte de Drogheda 23 avril 1918 – 1922